# 1029

## Nașteri
- 20 ianuarie: Alp Arslan, sultan al Imperiului Selgiuc (d. 1072)

## Decese
- dată necunoscută: Al-Karadji matematician iranian (n. 953)